# Edda Stelck
Edda Stelck (* 1939 in Hamburg; † 28. Oktober 2014 in Frankfurt am Main) war eine deutsche Pädagogin und Aktivistin. Sie war Mitbegründerin der Dritte-Welt-Läden und der Heinrich-Böll-Stiftung. Man schreibt ihr den Slogan „Jute statt Plastik“ zu.

## Leben
Stelck begann früh zu arbeiten, zunächst als ungelernte Verkäuferin. Bald machte sie jedoch eine Ausbildung zur Gemeindepädagogin aus dem Wunsch heraus, mit Menschen zu arbeiten. Im Laufe ihres Lebens war sie maßgeblich an vielfältigen Initiativen beteiligt:
Sie gehörte in den 70er Jahren zu den Pionierinnen der Fairer-Handel-Bewegung und arbeitete früh an einer Vernetzung entwicklungspolitischer Akteure. 1972 gründete sie in Frankfurt den ersten Dritte-Welt-Laden der Bundesrepublik mit.
Den Bundeskongress entwicklungspolitischer Aktionsgruppen (BUKO, ab 1977) prägte sie maßgeblich. Die berufliche Arbeit war für sie gleichzeitig ehrenamtliches Engagement.
Daneben ließ sie sich zur Pädagogin und Therapeutin fortbilden und wurde selbst Lehrbeauftragte für Friedens- und Entwicklungspädagogik an der Evangelischen Fachhochschule in Darmstadt. Gleichzeitig arbeitete sie als Reisesekretärin für das Evangelische Mädchenwerk.
Ende der 80er Jahre hat sie in Köln die Heinrich-Böll-Stiftung mitgegründet, deren Arbeit sie viele lange Jahre ehrenamtlich begleitete. Mit der Fusion von drei Vorläuferstiftungen zur heutigen Heinrich-Böll-Stiftung in Berlin wurde Edda Stelck Mitglied in der neuen Mitgliederversammlung und von 2002 bis 2006 Mitglied im Aufsichtsrat.
1978 wurde sie stellvertretende Leiterin der Ökumenischen Werkstatt Frankfurt am Main, der Tagungs- und Beratungsstelle der Evangelischen Kirche in Hessen und Nassau und später auch Beauftragte für Ökumene und Seelsorge im Zentrum Ökumene. Sie veranstaltete unter anderem Seminare zur entwicklungspolitischen Bildungsarbeit mit Konfirmanden, Jugendgruppen, Dritte-Welt-Gruppen, Gemeinden, Pfarrern und Vikaren.
Rund zwei Jahrzehnte gehörte Edda Stelck dem Ausschuss für entwicklungsbezogene Bildung und Publizistik des Evangelischen Entwicklungsdienstes (ABP) an, zuletzt als stellvertretende Vorsitzende.
Ein wichtiger Impuls, der international dem Lauf der Geschichte folgte, war ihr Engagement im Evangelischen Kirchentag 1987 in Frankfurt, der als „Kirchentag gegen Apartheid“ die Wende in Südafrika ankündigte. Das Projekt „Jazz gegen Apartheid“ war ein Jahr zuvor in Frankfurt entstanden und der hellwachen Geistesgegenwart von Stelck nicht entgangen. Dadurch wurden authentische Stimmen im offiziellen Programm dieses Kirchentages wahrgenommen. „Jazz gegen Apartheid“ war 1986 mit dem südafrikanischen Musiker Johnny Dyani in Frankfurt entwickelt worden.
2001 war sie maßgebliche Initiatorin der Werkstatt Bahnhofsviertel in Frankfurt, einem Sozialraumprojekt, das bis heute kontinuierlich arbeitet und als Ansprechpartner für die Stadt Frankfurt und andere Akteure zu Fragen des Bahnhofsviertels fungiert. 2012 hatte sich Edda Stelck aus gesundheitlichen Gründen aus der Arbeit der Werkstatt Bahnhofsviertel zurückgezogen. Die zu den am längsten in Deutschland kontinuierlich aktiven Sozialraumprojekten gehörende Werkstatt wurde von den Gründungsmitgliedern Gerald Jose (bis heute) und Wolfgang Nethöfel (bis 2015) weiter geleitet bzw. moderiert. 2015 trat Gunter Volz die Nachfolge von Wolfgang Nethöfel an.
Seit ihrem Ausscheiden im Jahr 2002 aus dem aktiven Dienst der EKHN war Edda Stelck als Therapeutin in eigener Praxis tätig.

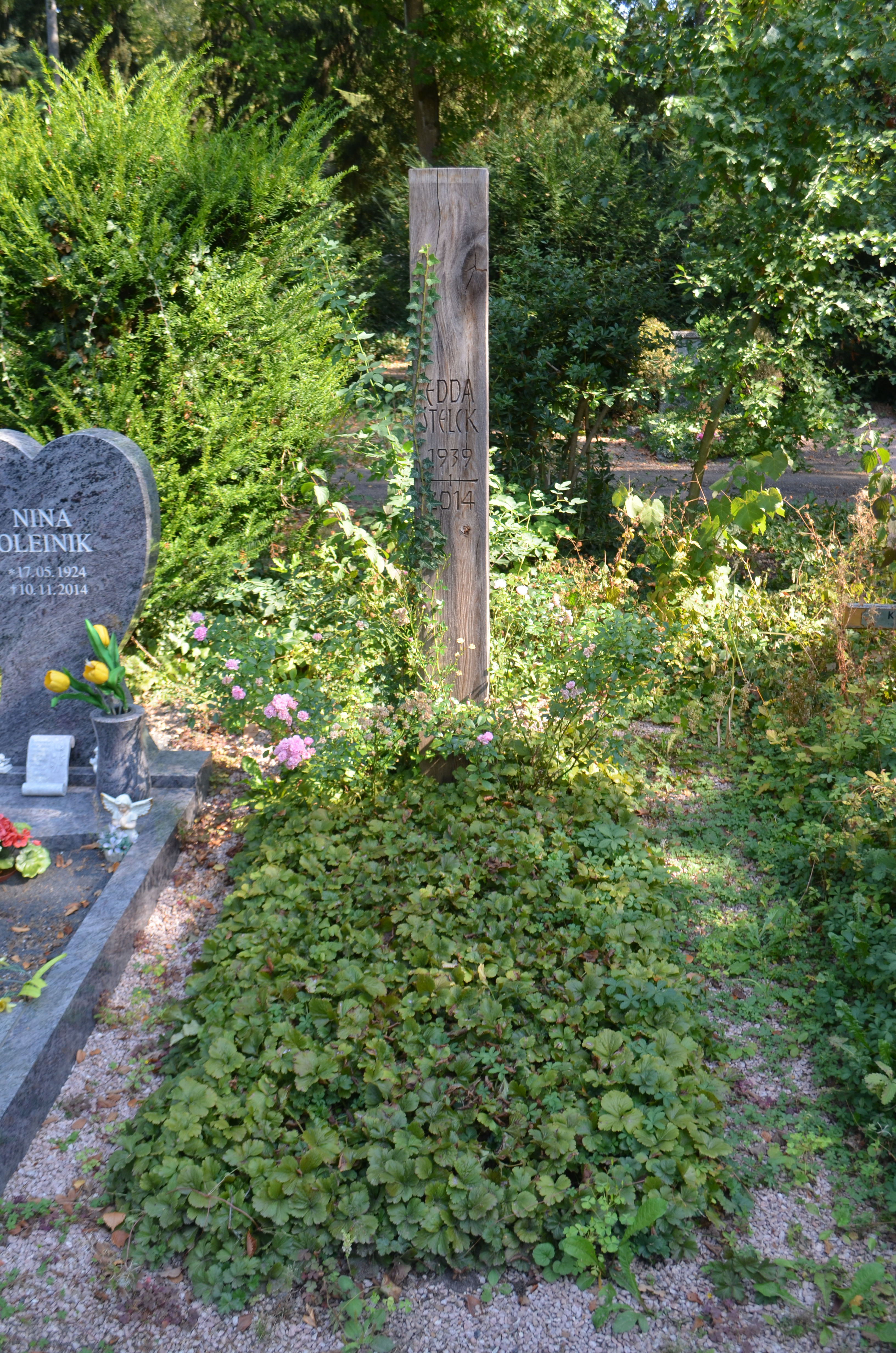
Grab von Edda Stelck

Nach einer schweren Operation war sie querschnittgelähmt und starb am 28. Oktober 2014 in Frankfurt.
Eine Grabstele für Stelck wurde von dem Bildhauer Martin Dehler hergestellt. Sie steht auf dem Grab von Edda Stelck im Gewann K 57 auf dem Frankfurter Hauptfriedhof. Die Stele wurde aus einem großen Eichenstamm aus dem Vogelsberg in Wehrheim angefertigt. Wulf R. Günther, ein Unternehmer und Wegbegleiter von Stelck, hatte zusammen mit der Frankfurter Journalistin Cornelia Wilß und dem Butzbacher Oliver Weiland die Herstellung übernommen, als Zeichen, dass Freundschaft über den Tod hinaus dauern kann.

## Ehrungen
2011 wurde sie mit dem Bundesverdienstkreuz am Bande ausgezeichnet.

## Schriften
- Politik mit dem Einkaufskorb. Die Boykott-Aktion der evangelischen Frauen gegen Apartheid. Jugenddienst-Verlag, Wuppertal 1980.